# Музейно-краеведческий комплекс «Дом Цыплаковых»
Музейно-краеведческий комплекс «Дом Цыплаковых» — музей исторического профиля в г. Козельске, один из старейших музеев Калужской области. Экспозиция рассказывает об истории Козельского края. Является филиалом Калужского объединенного музея-заповедника.

## История создания
Был организован по инициативе местных жителей, является одним из первых музеев Калужской области. Предварительная работа по созданию общественного музея шла с 1945 по 1957 год. В 1957 году музей был открыт и располагался сначала в одной комнате по адресу улица Мира, 36, затем был переведён в здание по адресу Кузнечная, 2. В 1969 году получил статус филиала Калужского областного краеведческого музея. Первым заведующим музея стал Николай Николаевич Анисимов, учитель истории, краевед, его преемником становится журналист и краевед Василий Николаевич Сорокин.
В 1969 году в скиту Оптиной пустыни был открыт литературно-исторический отдел Козельского краеведческого музея, включавший в себя несколько зданий, в которых были размещены экспозиции, посвящённые посещавшим Оптину Л. Н. Толстому, Ф. М. Достоевскому и Н. В. Гоголю. После передачи Оптиной пустыни РПЦ этот отдел был закрыт.
В 1994 году под Козельский краеведческий музей была передана городская усадьба купцов Цыплаковых (Большая Советская, 75), и к 2006 году музей был переведён в это здание.
28 июня 2006 года в одном из залов музея была открыта первая экспозиция — диорама «Героическая оборона Козельска 1238 года». 1 февраля 2007 года — выставка «Истинный выразитель сокровенной сущности русского духа», посвященная 200-летию И. В. Киреевского. 20 сентября 2008 года был открыт отдел археологии «Древнейшее прошлое Козельска».
В 2016 году Козельский краеведческий музей был переименован в "Музейно-краеведческий центр «Дом Цыплаковых».

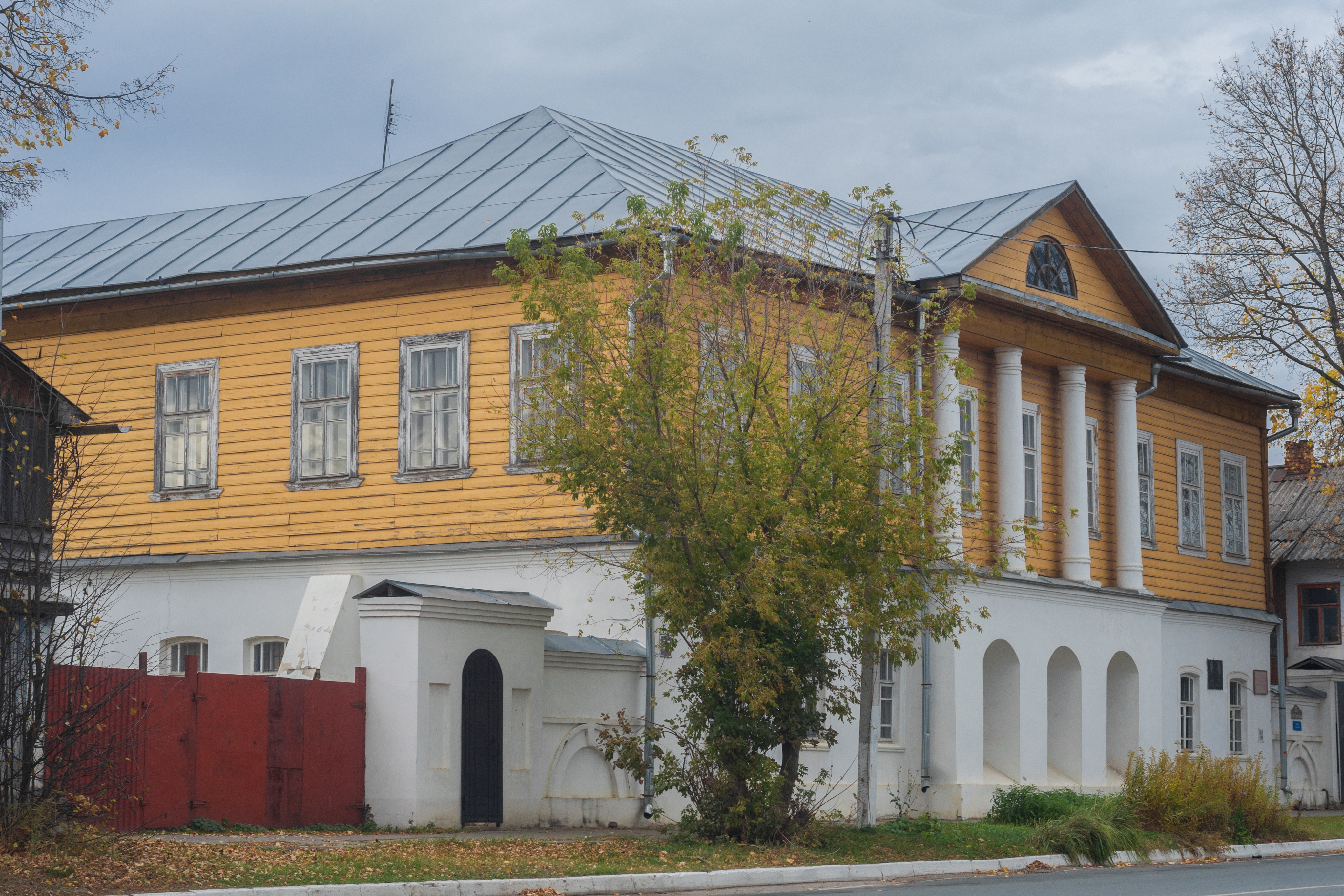
Дом Цыплаковых

### Дом Цыплаковых
Усадьба — памятник архитектуры начала XIX века является объектом культурного наследия регионального значения. В 1868 году дом был куплен купцами Цыплаковыми у Елизаветы Ивановны Карлиной. В 1901 году Анна Ивановна Цыплакова передала дом в дар Козельскому Городскому Обществу; в этом же году в здании открылось Козельское трёхлетнее городское училище, ставшее в советские годы общеобразовательной школой. С 1994 года здание реставрировалось под нужды музея, открытие которого состоялось в 2006 году.

## Музей сегодня
В музее работают следующие экспозиции: «Этнография Козельского района» (женские крестьянские костюмы XIX века, орнаментированные полотенца, крестьянская утварь); «Оптина пустынь» (книги XVII—XIX веков из Оптинской библиотеки — в том числе и рукописные, иконы, предметы монашеского обихода, сувениры XIX века из Оптиной пустыни и из Шамординского монастыря, мебель и посуда XIX века, продукция черепичного и стекольного заводов князей Оболенских); «Великая Отечественная война»; «Археология Козельского края» (орудия труда, керамика, украшения; макеты городища раннего железного века, славянского жилища и «Чёртового городища»).
В музее экспонируется диорама, посвященная обороне Козельска в 1238 году. Большое батальное полотно диорамы демонстрирует самый трагический момент Козельской битвы. (Автор — худ. Н. А. Ращектаев, 1980 г.).
По данным на начало 2016 года, собрание музея насчитывает 4782 предмета основного фонда, 3268 предметов научно-вспомогательного фонда, коллекции: археологическая, этнографическая, нумизматическая, произведений изобразительного и декоративно-прикладного искусства, вещественные, фото- и документальные материалы по истории края.